# U.S. Bank Tower (Sacramento)
U.S. Bank Tower – wieżowiec w Sacramento, w stanie Kalifornia, w Stanach Zjednoczonych, o wysokości 122,5 m. Budynek został otwarty w 2008 i posiada 25 kondygnacji.